# Nikołaj Borszczewski
Nikołaj Konstantinowicz Borszczewski, ros. Николай Константинович Борщевский (ur. 12 stycznia 1965 w Tomsku) – rosyjski hokeista, reprezentant ZSRR, WNP, Rosji, olimpijczyk, trener i działacz hokejowy.

## Kariera zawodnicza
- Dynama Mińsk (1981–1983)
- Dinamo Moskwa (1983–1989)
- Spartak Moskwa (1989–1992)
- Toronto Maple Leafs (1992–1994)
- Spartak Moskwa (1994)
- Calgary Flames (1995)
- Dallas Stars (1995–1996)
- Kölner Haie (1995–1996)
- Spartak Moskwa (1996–1998)

### Statystyki NHL
|              |                     |              | Sezony regularne | Sezony regularne | Sezony regularne | Sezony regularne | Sezony regularne |    | Playoffs | Playoffs | Playoffs | Playoffs | Playoffs |
| Sezon        | Drużyna             | M            | G                | A                | Pkt              | K                | M                | G  | A        | Pkt      | K        |          |          |
| ------------ | ------------------- | ------------ | ---------------- | ---------------- | ---------------- | ---------------- | ---------------- | -- | -------- | -------- | -------- | -------- | -------- |
| 1992-93      | Toronto Maple Leafs | 78           | 34               | 40               | 74               | 28               | 16               | 2  | 7        | 9        | 0        |          |          |
| 1993-94      | Toronto Maple Leafs | 45           | 14               | 21               | 35               | 10               | 15               | 2  | 2        | 4        | 4        |          |          |
| 1994-95      | Toronto Maple Leafs | 19           | 0                | 5                | 5                | 0                | –                | –  | –        | –        | –        |          |          |
| 1994-95      | Calgary Flames      | 8            | 0                | 5                | 5                | 0                | –                | –  | –        | –        | –        |          |          |
| 1995-96      | Dallas Stars        | 12           | 1                | 3                | 4                | 6                | –                | –  | –        | –        | –        |          |          |
| Podsumowanie | Podsumowanie        | Podsumowanie | 162              | 49               | 74               | 123              | 44               | 31 | 4        | 9        | 13       | 4        |          |

Legenda: M – liczba rozegranych spotkań, G – liczba zdobytych goli, A – liczba uzyskanych asyst, Pkt. – tzw. punktacja kanadyjska, czyli suma bramek i asyst, K – liczba minut spędzonych na ławce kar.

## Kariera trenerska
- Toronto Red Wings Midget AAA (2004–2005), główny trener
- Wexford Raiders (2005–2006), główny trener
- Łokomotiw Jarosław (2006–2008), główny trener
- Atłant Mytiszczi (2009–2011), główny trener
- Atłant Mytiszczi (2011–2012), asystent trenera
- SKA Sankt Petersburg (2014-2015), asystent trenera
- Saławat Jułajew Ufa (2015-2017), asystent trenera[1]
- Jugra Chanty-Mansyjsk (2017), asystent trenera[2][3]
- Amur Chabarowsk (2018-2019), główny trener[4]
- Amur Chabarowsk (2019), wiceprezydent klubu[5]
- Łokomotiw Jarosław (2021-), asystent trenera[6].

## Sukcesy
Reprezentacyjne
- Złoty medal mistrzostw świata juniorów do lat 20: 1984 z ZSRR
- Złoty medal zimowych igrzysk olimpijskich: 1992 z WNP
- Złoty medal mistrzostw świata: 1993 z Rosją

Klubowe
- Złoty medal mistrzostw ZSRR: 1990, 1991, 1992 z Dinamem Moskwa
- Srebrny medal mistrzostw ZSRR: 1985, 1986, 1987 z Dinamem Moskwa
- Brązowy medal mistrzostw ZSRR: 1988 z Dinamem Moskwa
- Srebrny medal mistrzostwo Niemiec: 1996 z Kölner Haie

Indywidualne
- Mistrzostwa Europy do lat 18 w 1983:
  - Skład gwiazd turnieju[7]
- Mistrzostwa świata do lat 20 w 1983:
  - Skład gwiazd turnieju
- Hokej na lodzie na Zimowych Igrzyskach Olimpijskich 1992:
  - Pierwsze miejsce w klasyfikacji kanadyjskiej turnieju: 7 punktów

Wyróżnienia
- Zasłużony Mistrz Sportu ZSRR w hokeju na lodzie: 1992
- Rosyjska Galeria Hokejowej Sławy: 2014